# Успенская церковь (Витебск)
Успе́нская це́рковь (Церковь в честь Успения Пресвятой Богородицы) — православный храм в городе Витебске, памятник архитектуры. Построена в 1858 году из кирпича; в начале XX века значилась как единоверческая. Закрыта после Октябрьской революции и в годы советской власти была приспособлена под хозяйственные нужды. Действует с 1989 года. В апреле 1991 года решением Горисполкома зарегистрирована община Свято-Успенской церкви и передана часть помещений. В 1997 году здание полностью возвращено церкви, частично отреставрировано. Настоятель — протоиерей Александр Рахунок. Памятник архитектуры русского стиля.

## Архитектура
Характеризуется прямоугольным в плане объёмом, полукруглой апсидой, двухскатной крышей с вальмой со стороны фронтального фасада и деревянным восьмигранным барабаном с куполом лукоподобной формы. Главный фасад является трёхосевым — прямоугольный дверной проём по центру и прямоугольные оконные проёмы в 2 яруса по бокам. Боковые фасады, расчленённые крупными лопатками на 3 прясла, увенчаны профилированным карнизом и разделены на два яруса прямоугольными оконными проёмами.
Внутри плоский потолок разделяет храм на два этажа. На первом из них размещается молитвенный зал, от которого кирпичный простенок отделяет апсиду. Данный простенок, расчленённый прямоугольным центральным входным проёмом и боковыми проёмами с лучковой перемычкой, служит в качестве своеобразного иконостаса с образа́ми; в центральном проёме — царские врата. По центру молитвенный зал разделён на две половины двумя столбами и арками, перекинутыми между ними. Второй этаж занимают покои настоятеля.
В данный момент в храме находится мощевик с частицами святых мощей Св. Феофана Затворника, праведника Иоанна Русского, великомученицы Варвары, мученика Мамонта и ещё 30 святых.